# Сан-Брас-ду-Суасуи
Сан-Брас-ду-Суасуи (порт. São Brás do Suaçuí) — муниципалитет в Бразилии, входит в штат Минас-Жерайс. Составная часть мезорегиона Агломерация Белу-Оризонти. Входит в экономико-статистический микрорегион Консельейру-Лафайети. Население составляет 3278 человек на 2006 год. Занимает площадь 110,442 км². Плотность населения — 30,3 чел./км².

## История
Город основан 12 декабря 1953 года.

## Статистика
- Валовой внутренний продукт на 2003 год составляет 25 628 958,00 реалов (данные: Бразильский институт географии и статистики).
- Валовой внутренний продукт на душу населения на 2003 год составляет 7728,88 реалов (данные: Бразильский институт географии и статистики).
- Индекс развития человеческого потенциала на 2000 год составляет 0,743 (данные: Программа развития ООН).